# Hankyu Corporation
Cet article concerne la société Hankyu Corporation. Pour l'arc de tir, voir Hankyū (arc japonais).
Hankyu Corporation (阪急電鉄株式会社, Hankyū Dentetsu Kabushiki Gaisha) est une grande entreprise ferroviaire japonaise privée, possédant un réseau de lignes de chemins de fer centré sur la ville d'Osaka.
Cette entreprise, plus connue sous le nom de Hankyu (阪急), opère plusieurs lignes situées dans la conurbation du Keihanshin où se trouvent les villes de Kyoto, Kobe, Takarazuka et Osaka.

## Historique

### Fondation
L'entreprise Hankyu Corporation a été fondée le 19 octobre 1907 par Ichizō Kobayashi sous le nom japonais Minoo Arima Denki-Kidō (en kanjis : 箕面有馬電気軌道), signifiant en français Chemin de fer électrifié Minoo Arima.
L'entreprise a ouvert le 10 mars 1910 deux lignes : une appelée ligne Takarazuka, reliant les villes de Takarazuka et Osaka ; et une autre appelée ligne Minoo reliant la ville de Minoh à la ligne Takarazuka.
Il est apparu, dès les premières années, que le volume de passagers transportés en semaine serait insuffisant pour récolter les fonds nécessaires à l'extension de la ligne Takarazuka jusqu'à Arima qui faisait pourtant partie du plan de développement.
Très populaire en raison de ses onsen (bains thermaux naturels japonais) fréquentés depuis le VIIIe siècle, la desserte de la ville d'Arima était considérée comme un élément clé pour la réussite de la compagnie. L'impossibilité de mener à bien cette extension a poussé l'entreprise à développer ses propres attractions afin d'attirer les voyageurs, ce qui a eu un impact significatif sur le développement de l'entreprise.
En Juillet 2024 ,la compagnie inaugure un service special ,plus luxueux ,nommé PRiVACE ,composé d'une voiture plus luxueuse intégrée aux trains effectuant les services limités sur la ligne Kyoto.

### Développement
Le projet de la future ligne Kobe, reliant Osaka à Kobe, a conduit l'entreprise à changer son nom en 1918 pour devenir Hanshin Kyūko Dentetsu, plus connue sous le nom contracté Hankyu.
La ligne Kobe reliant les gares de Sannomiya et d'Umeda est ouverte le 16 juillet 1920.
En 1943, la Hanshin Kyūko Railway et la Keihan Railway fusionnent sous le nom Keihanshin Kyūko Railway. En 1949, cette dernière décide de se séparer de ses lignes Keihan, Katano, Uji, Keishin, Ishiyama-Sakamoto en créant la compagnie Keihan Electric Railway. Elle conserve toutefois plusieurs lignes acquises lors de la fusion, notamment la ligne principale connectant Osaka à Kyoto.
Keihanshin Kyūko Railway est renommé en Hankyu Railway en 1973. En 2005 Hankyu Railway devient une filiale de Hankyu Holdings.
En 2006, Hankyu Holdings rachète Hanshin Electric Railway, et devient Hankyu Hanshin Holdings.

## Métiers
L'entreprise Hankyu Corporation est présente dans quatre secteurs d'activités, qui sont le transport en commun ferroviaire, le marché des biens immobiliers, les divertissements et la vente au détail.

### Transport en commun ferroviaire
Avec un chiffre d'affaires durant l'année fiscale 2009 de 90,4 Md¥ (soit 660 M€) et 600 millions de personnes transportées durant cette période, le transport ferroviaire de personnes représente la principale activité de l'entreprise.
Le réseau comprend trois lignes principales qui desservent les villes de Kobe, Takarazuka et Kyoto ainsi que quelques autres lignes secondaires, l'ensemble représentant un total de 140,8 km.

### Marché des biens immobiliers
L'entreprise possède de nombreux bâtiments situés dans le quartier d'Umeda, un des points névralgiques de la ville d'Osaka, dont une partie de la superficie est louée.
À ceci vient s'ajouter la réalisation et la conduite de projets immobiliers dans les domaines du logement et des bureaux pour entreprises, ainsi que de la gestion locative.

### Vente au détail
La compagnie gère un certain nombre de grands magasins dans le Kansai, souvent situés à proximité des principales gares desservies par son réseau de chemin de fer.
- dans la préfecture d'Osaka 
  - à Umeda (3 magasins, dont l'un spécialisé en habillement et accessoires pour hommes et un autre axé sur le vêtement pour enfant et l'équipement sportif)
  - à Senri
  - à Sakai
- dans la préfecture de Hyōgo 
  - à Takarazuka
  - à Kawanishi
  - à Kobe (Sannomiya)
  - à Sanda
  - à Nishinomiya

Elle dispose également de deux magasins dans le Kantō (région de Tokyo) :
- à Yūrakuchō, quartier de Tokyo
- à Yokohama

## Réseau

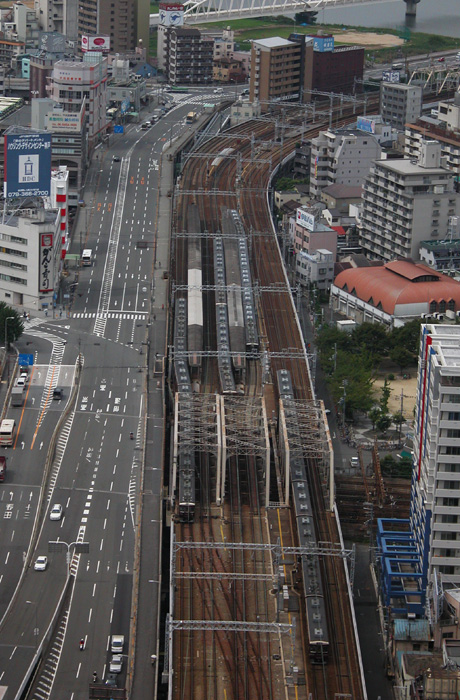
Tronçon commun des lignes Hankyu entre Umeda et Jūsō

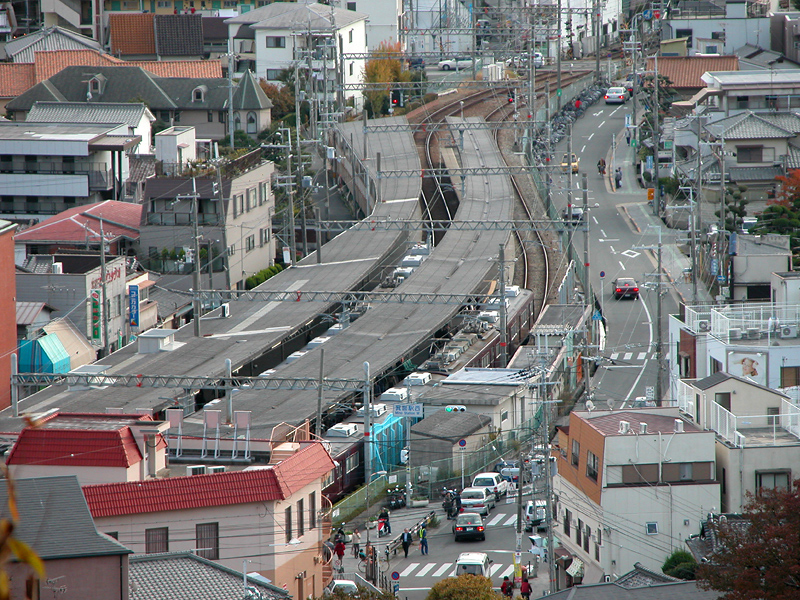
La gare de Minoo, l'une des plus anciennes de la Hankyu

Le réseau ferroviaire de Hankyu s'articule autour de trois lignes principales qui convergent à la gare d'Osaka-Umeda.

### Ligne Kobe
| Ligne                 | Nom japonais | Terminus                     | Longueur (km) | Gares |
| --------------------- | ------------ | ---------------------------- | ------------- | ----- |
| Ligne principale Kobe | 神戸本線     | Osaka-Umeda - Kobe-Sannomiya | 32,3          | 16    |
| Ligne Itami           | 伊丹線       | Tsukaguchi - Itami           | 3,1           | 4     |
| Ligne Imazu           | 今津線       | Imazu - Takarazuka           | 9,3           | 10    |
| Ligne Koyo            | 甲陽線       | Shukugawa - Kōyōen           | 2,2           | 3     |

### Ligne Takarazuka
| Ligne                       | Nom japonais | Terminus                     | Longueur (km) | Gares |
| --------------------------- | ------------ | ---------------------------- | ------------- | ----- |
| Ligne principale Takarazuka | 宝塚本線     | Osaka-Umeda - Takarazuka     | 24,5          | 19    |
| Ligne Minoo                 | 箕面線       | Ishibashi handai-mae - Minoo | 4,0           | 4     |

### Ligne Kyoto
| Ligne                  | Nom japonais | Terminus                               | Longueur (km) | Gares |
| ---------------------- | ------------ | -------------------------------------- | ------------- | ----- |
| Ligne principale Kyoto | 京都本線     | Jūsō - Kyoto-Kawaramachi               | 45,3          | 26    |
| Ligne Senri            | 千里線       | Tenjinbashisuji Rokuchōme - Kita-senri | 13,6          | 11    |
| Ligne Arashiyama       | 嵐山線       | Katsura - Arashiyama                   | 4,1           | 4     |

## Matériel roulant
Les trains Hankyu se distinguent à leur livrée bordeaux, celle-ci étant complétée sur le dessus d'un liseré de couleur blanc-cassé sur les trains les plus récents.

### Sur les lignes Kobe et Takarazuka

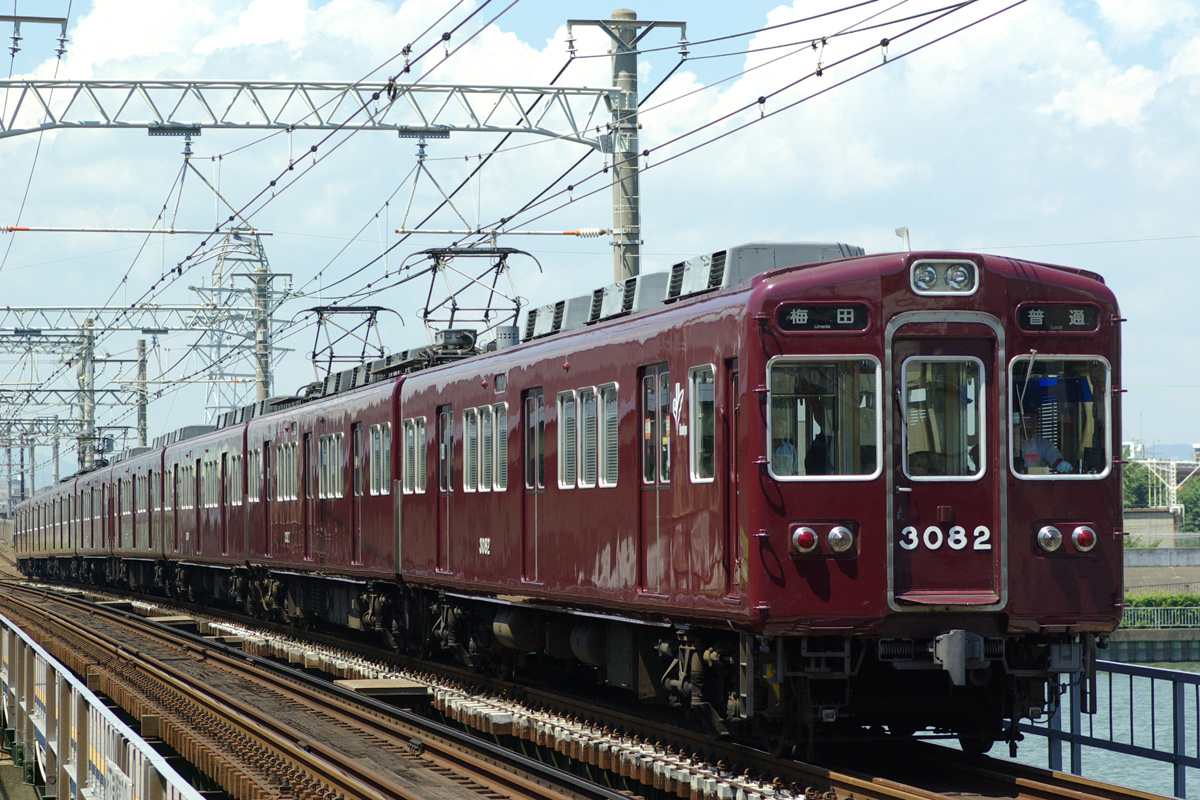
série 3000/3100
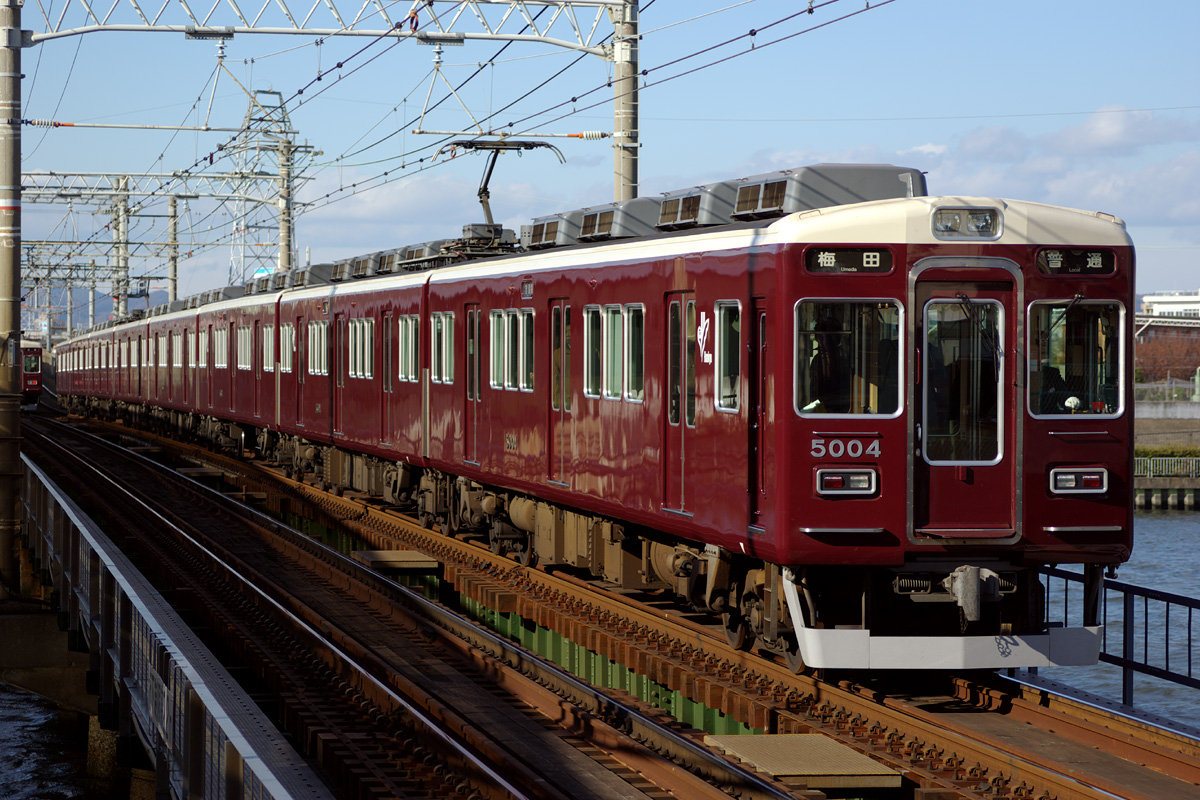
série 5000
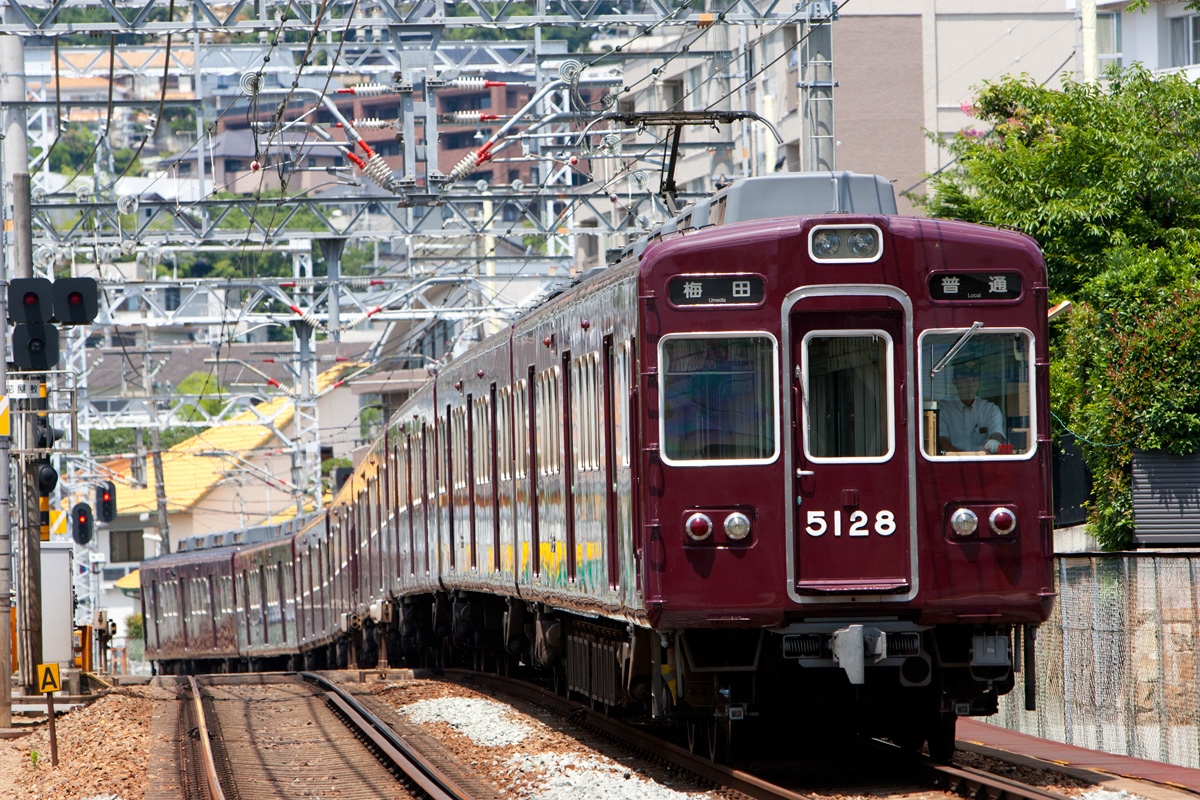
série 5100
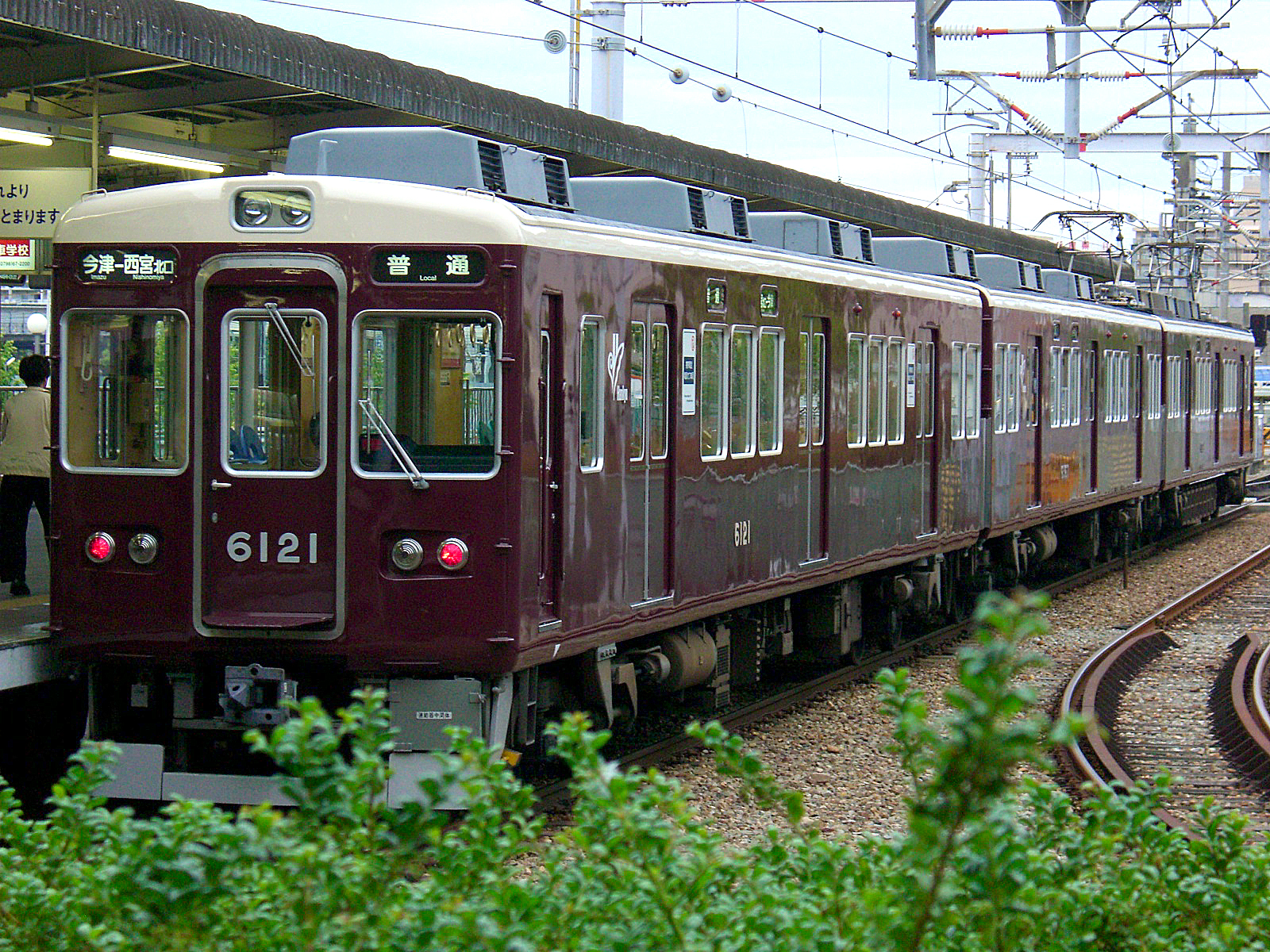
série 6000
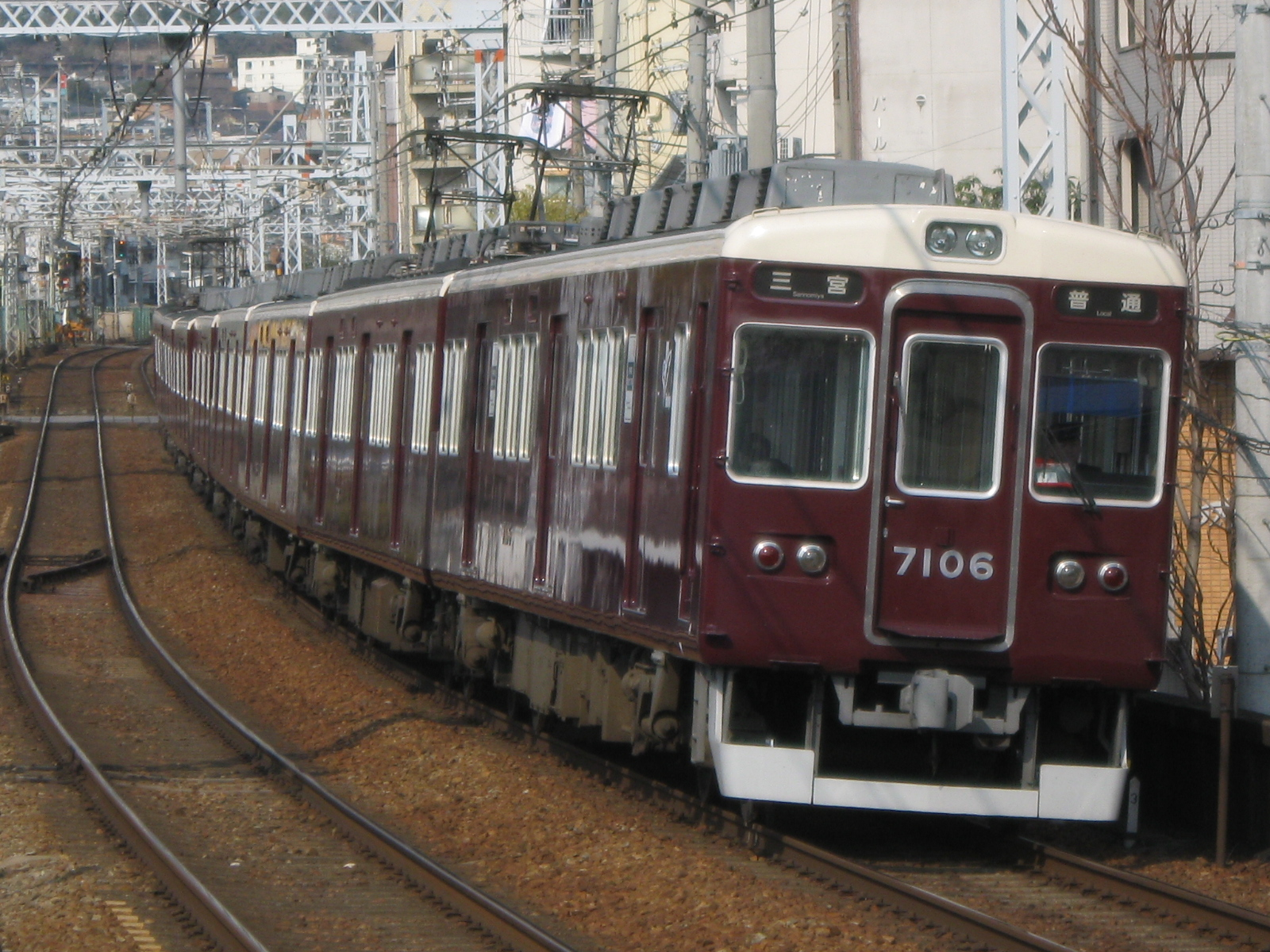
série 7000
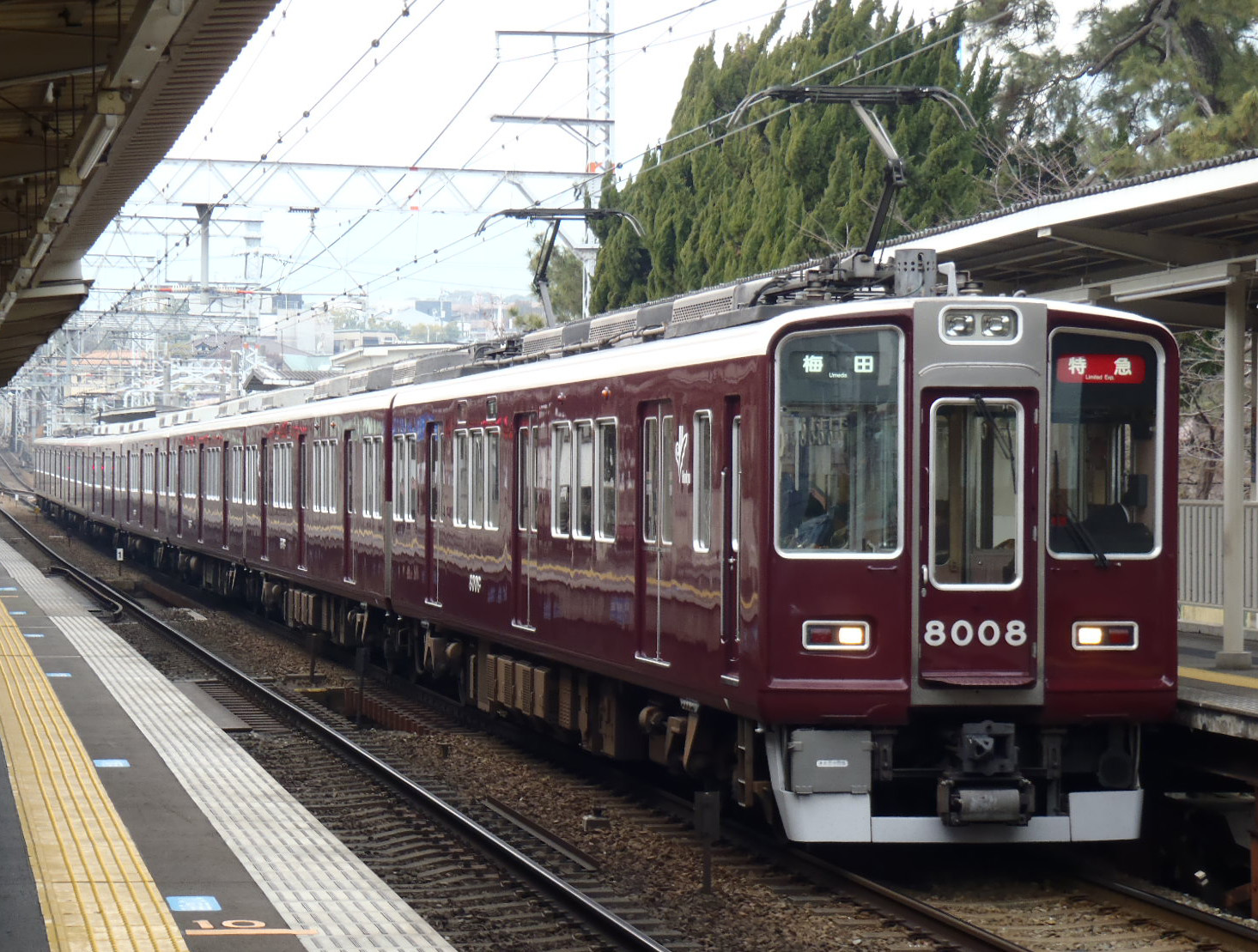
série 8000
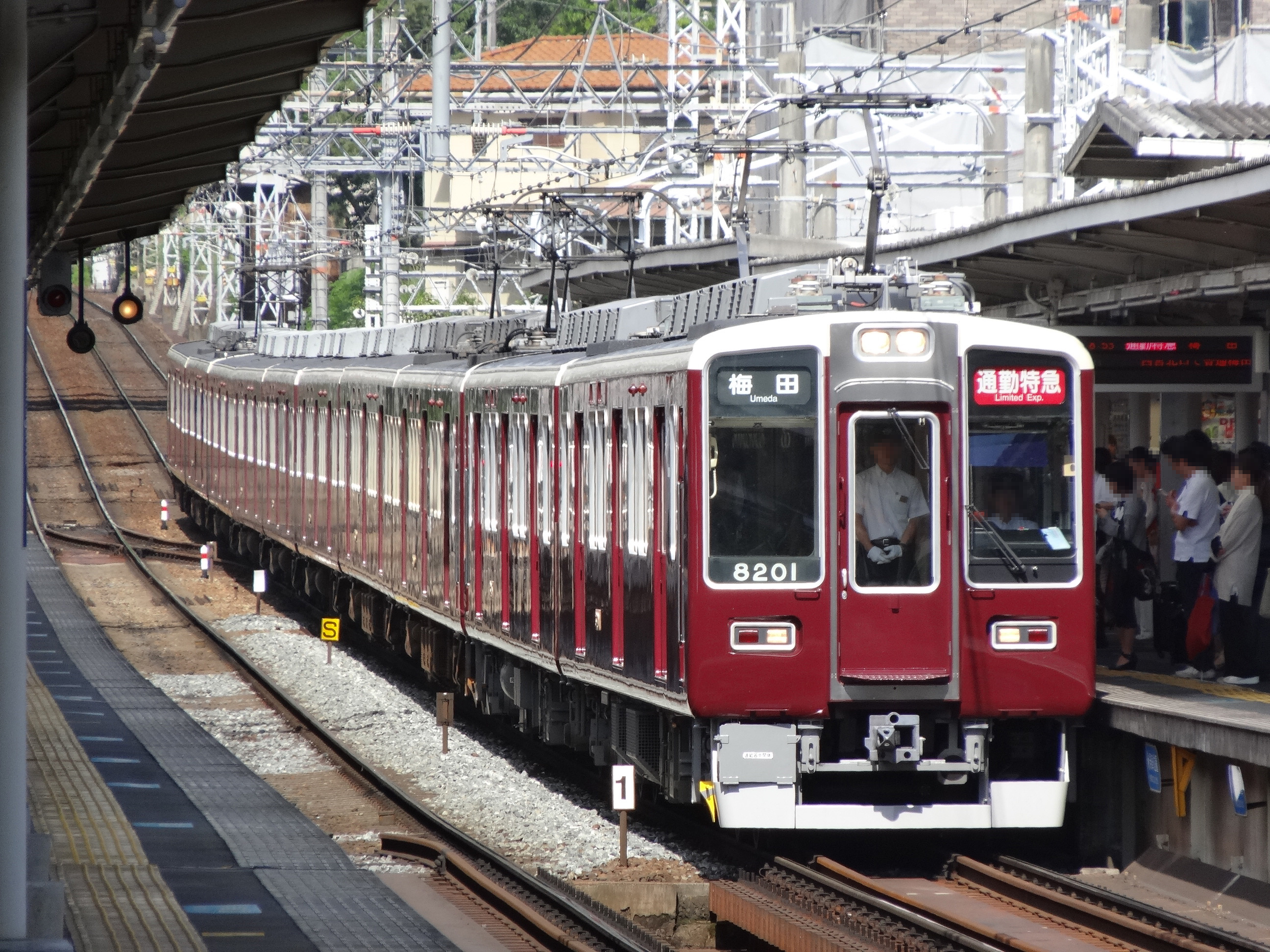
série 8200
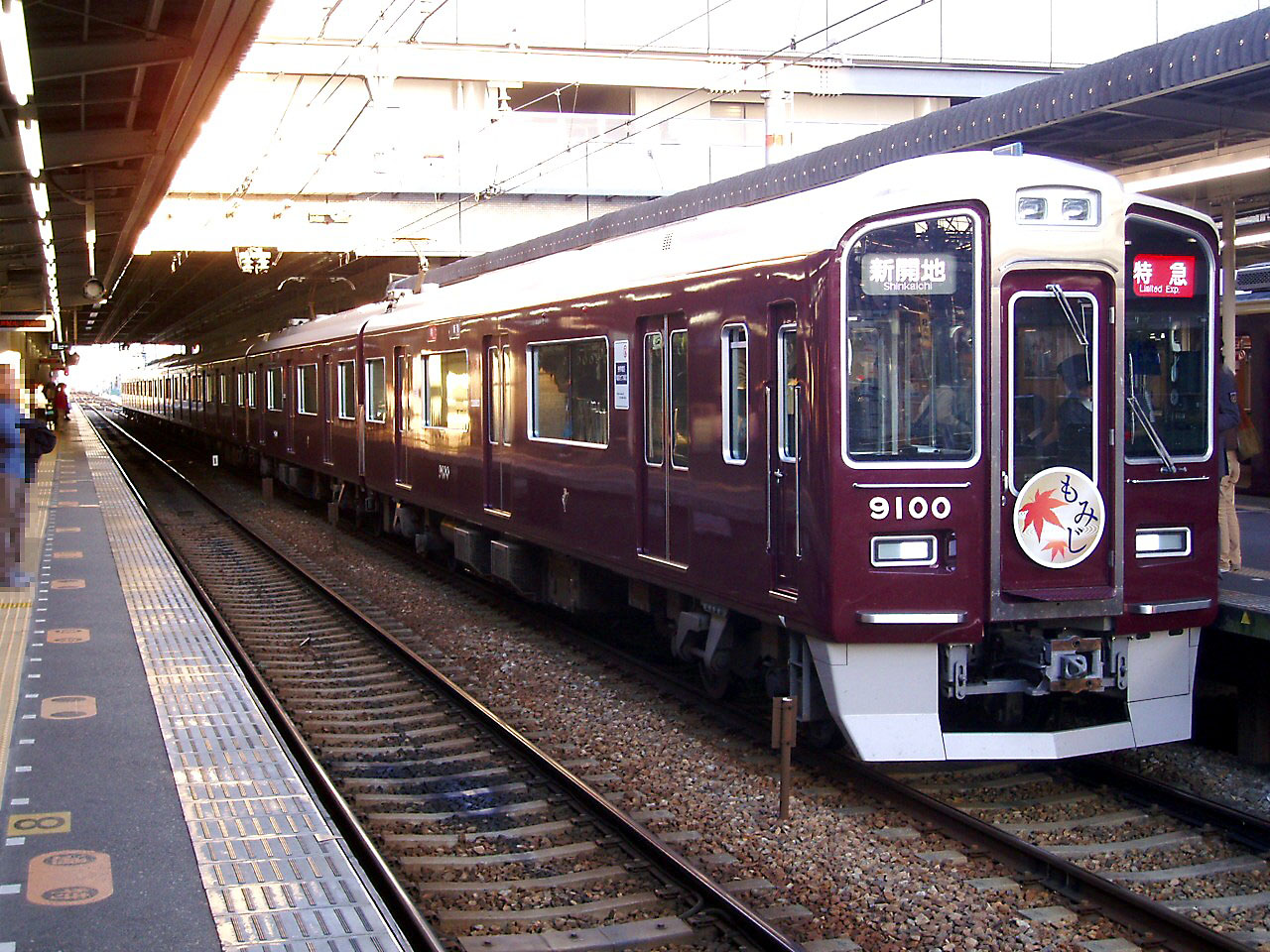
série 9000
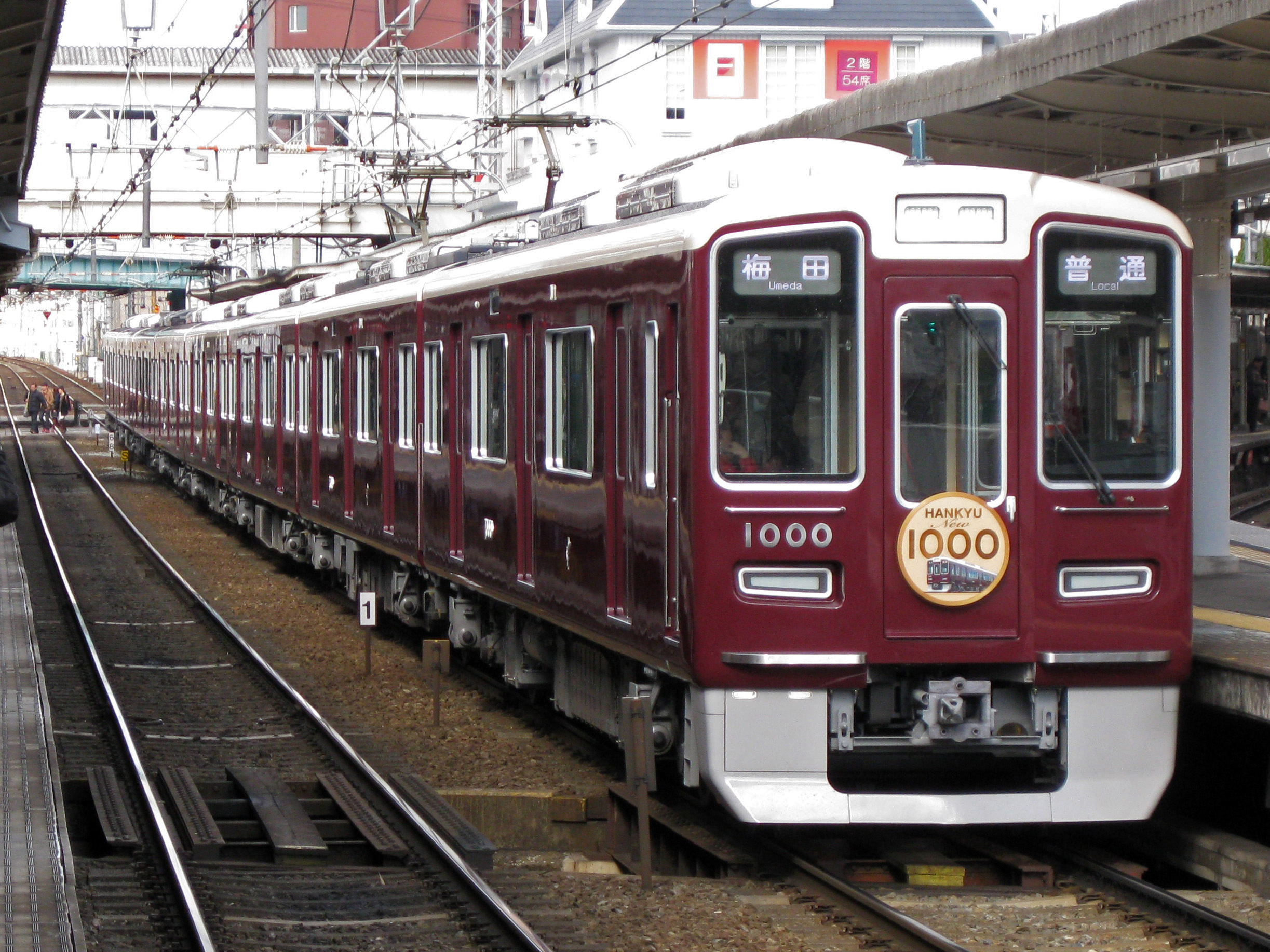
série 1000 (II)

### Sur la ligne Kyoto

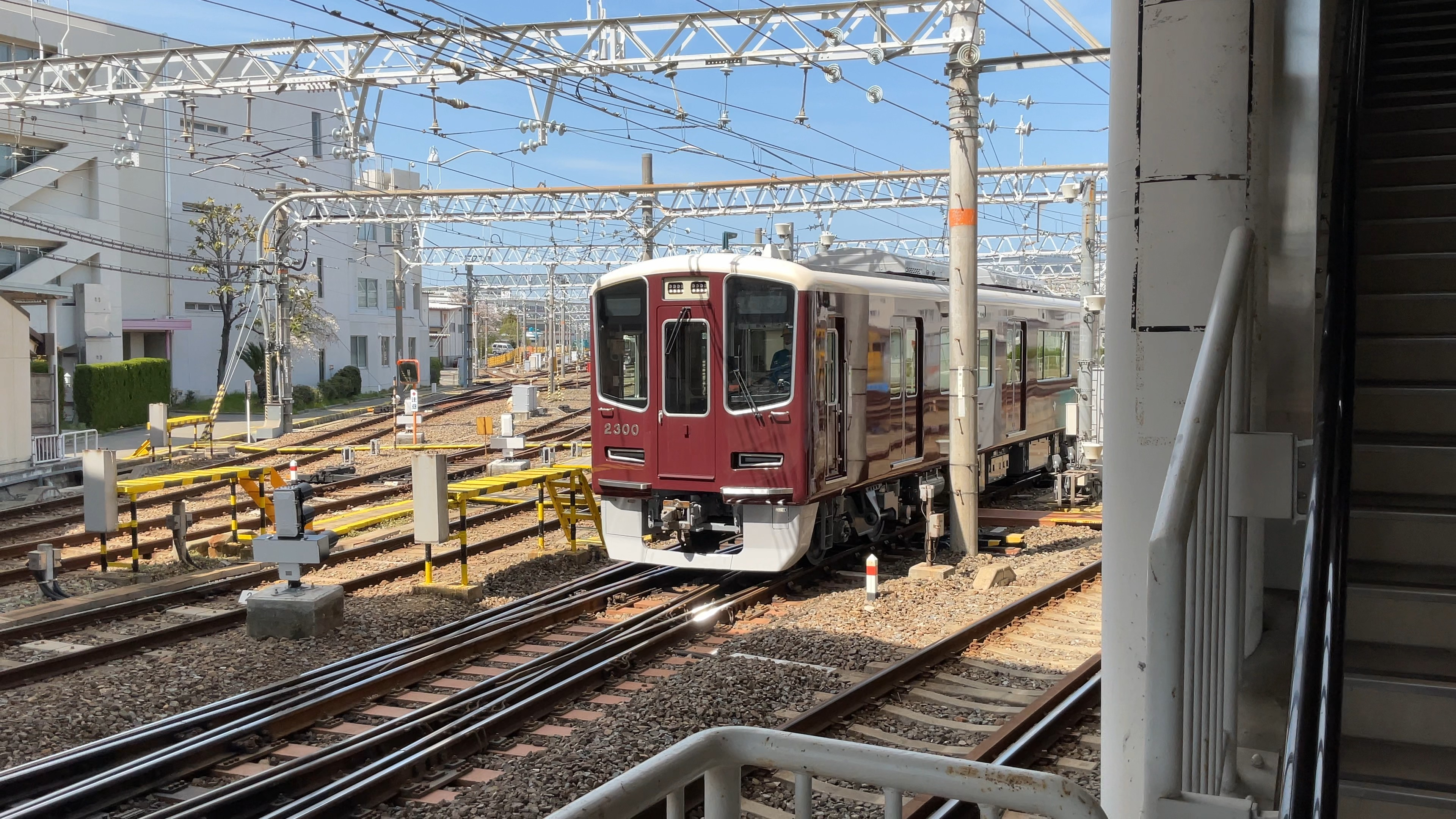
série 2300
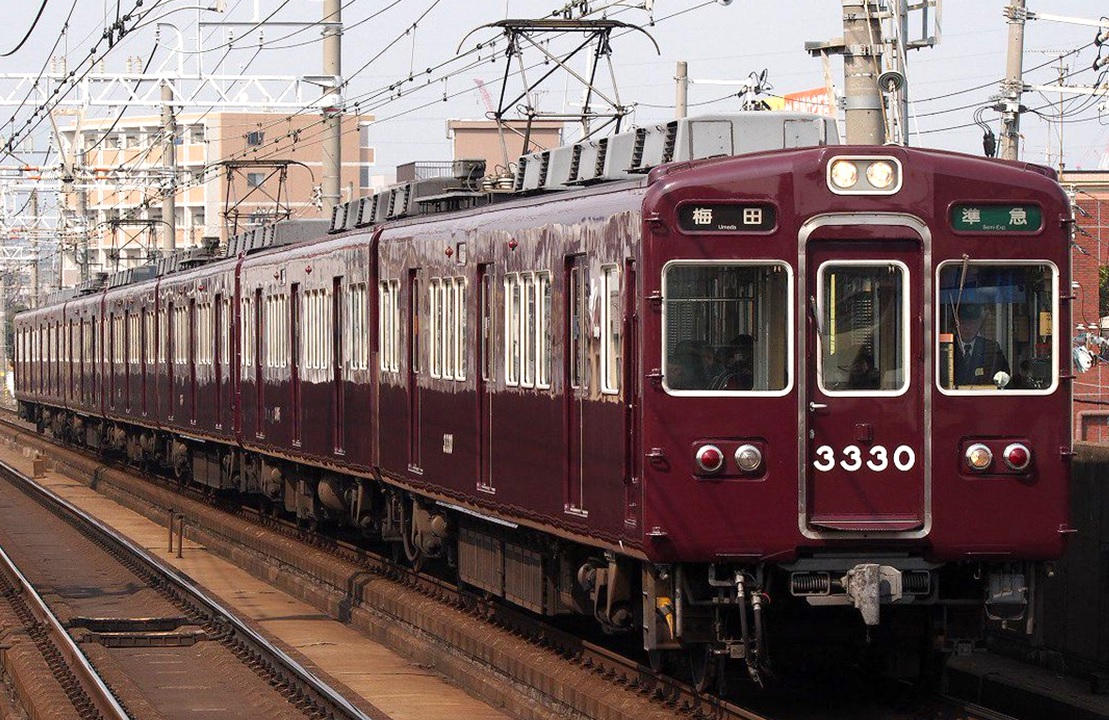
série 3300
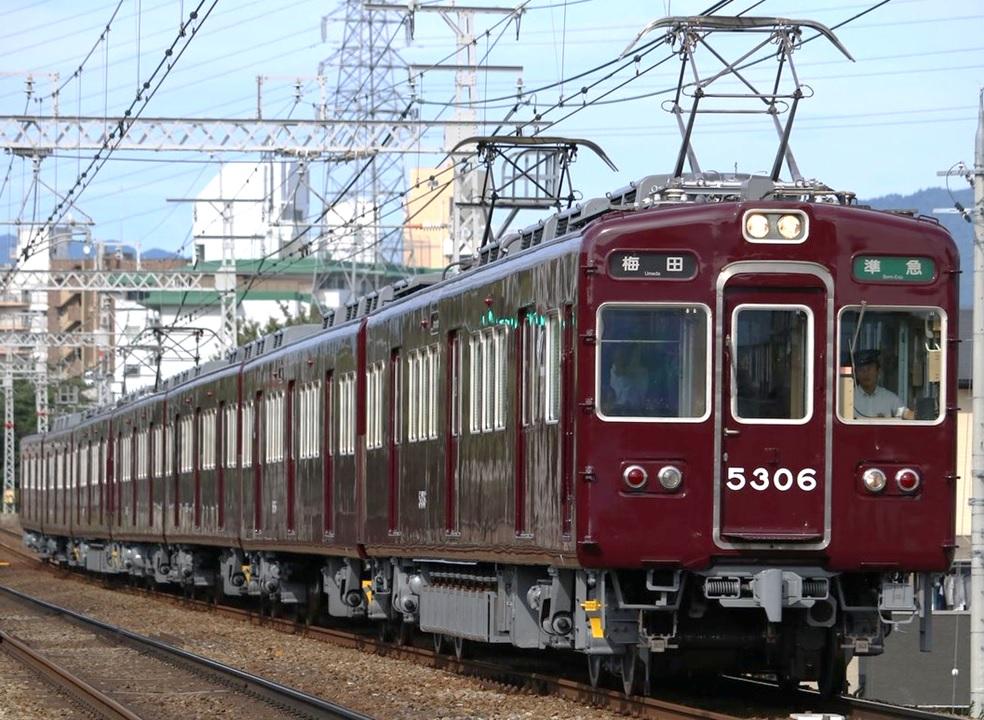
série 5300
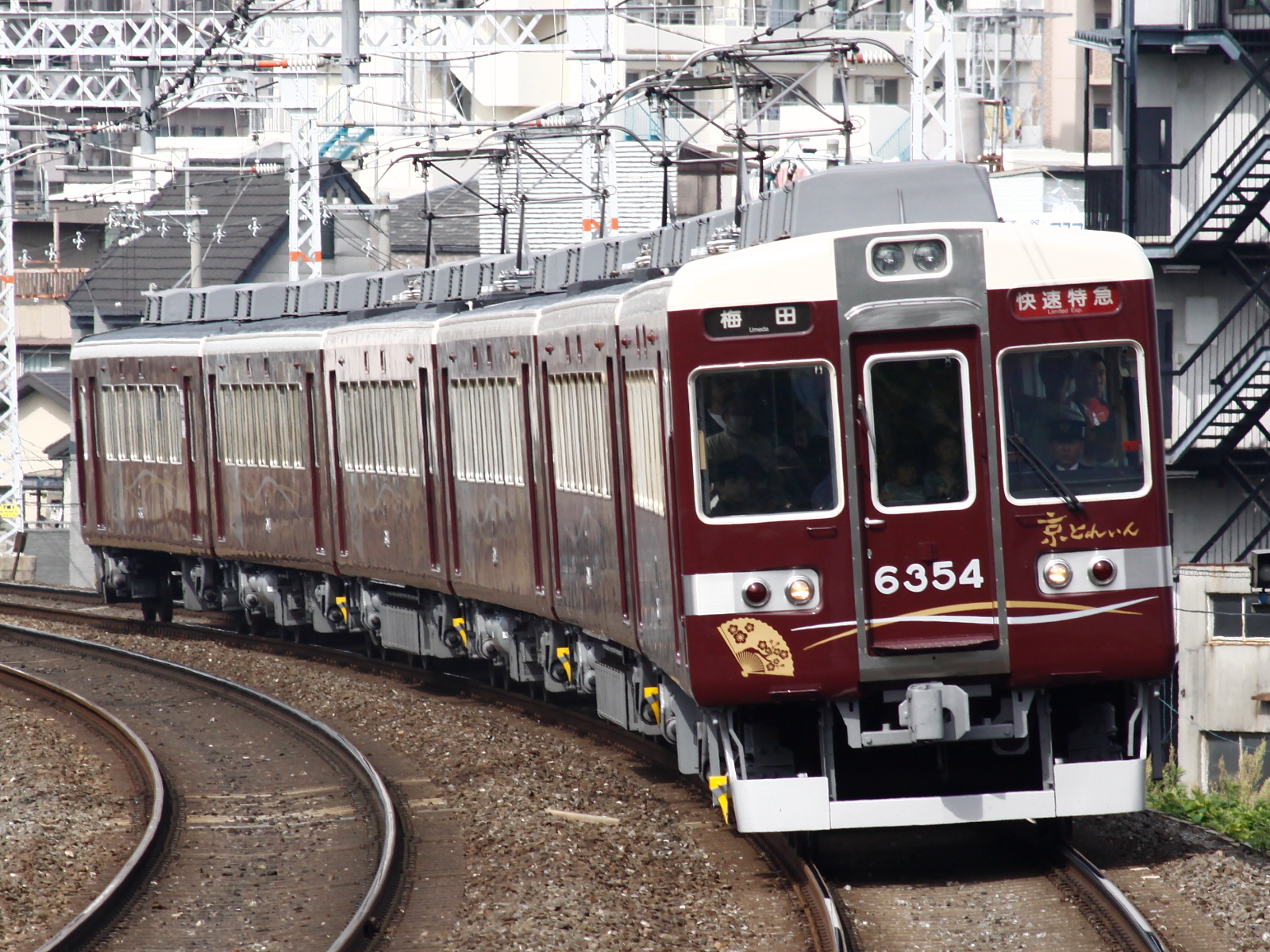
série 6300
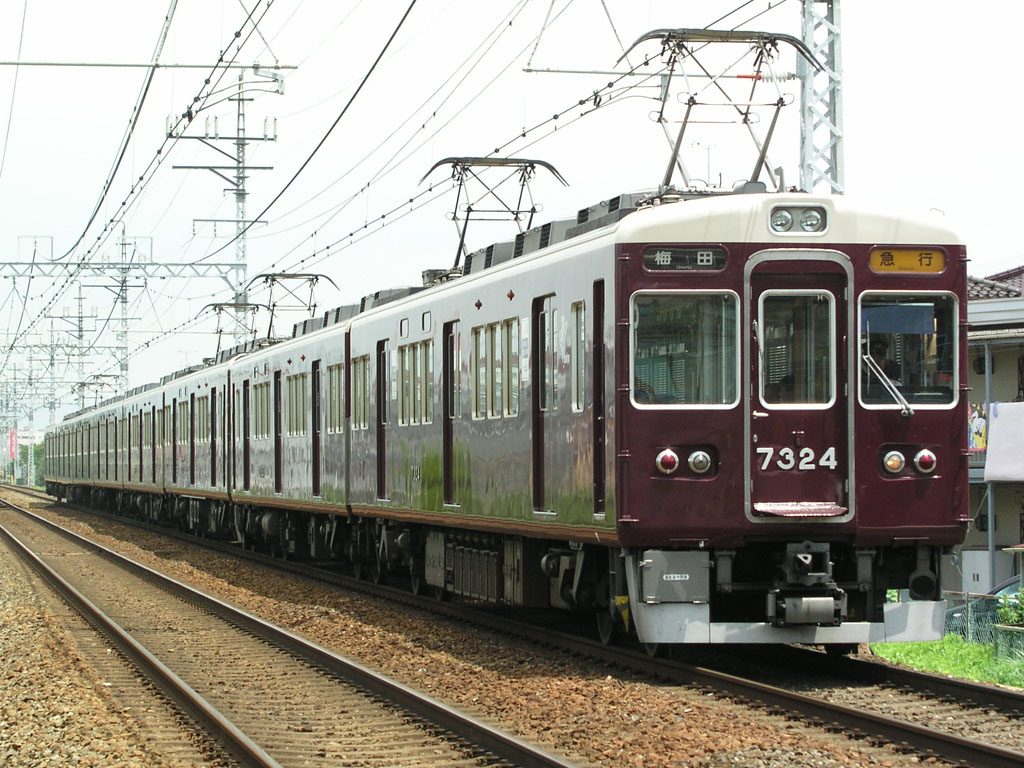
série 7300
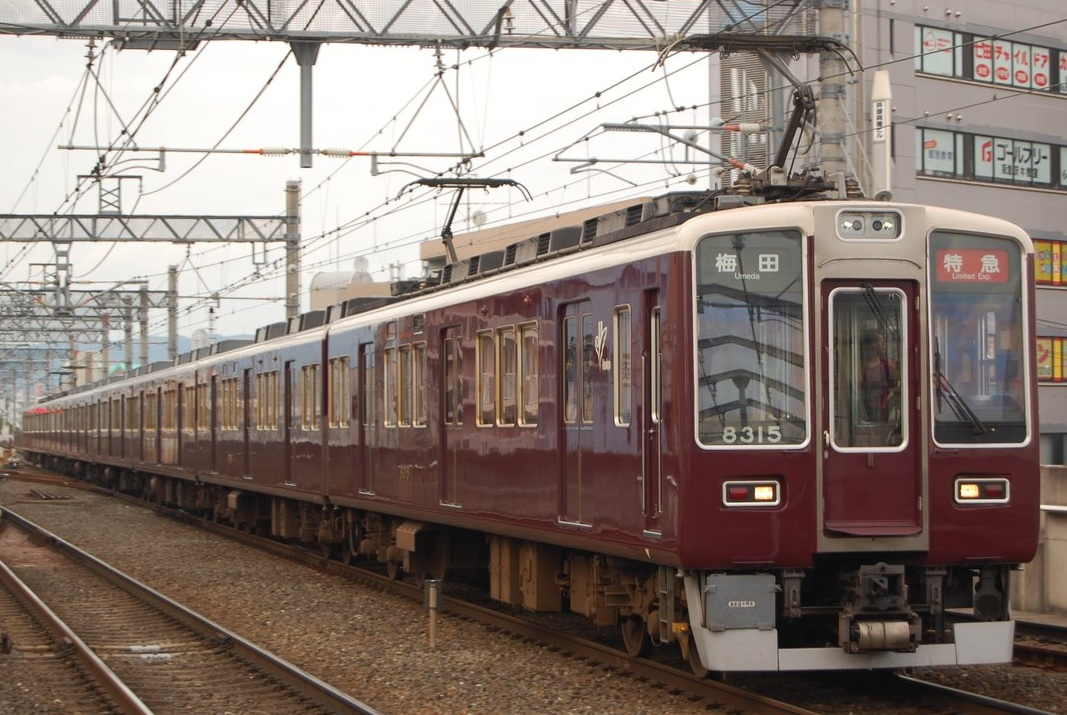
série 8300
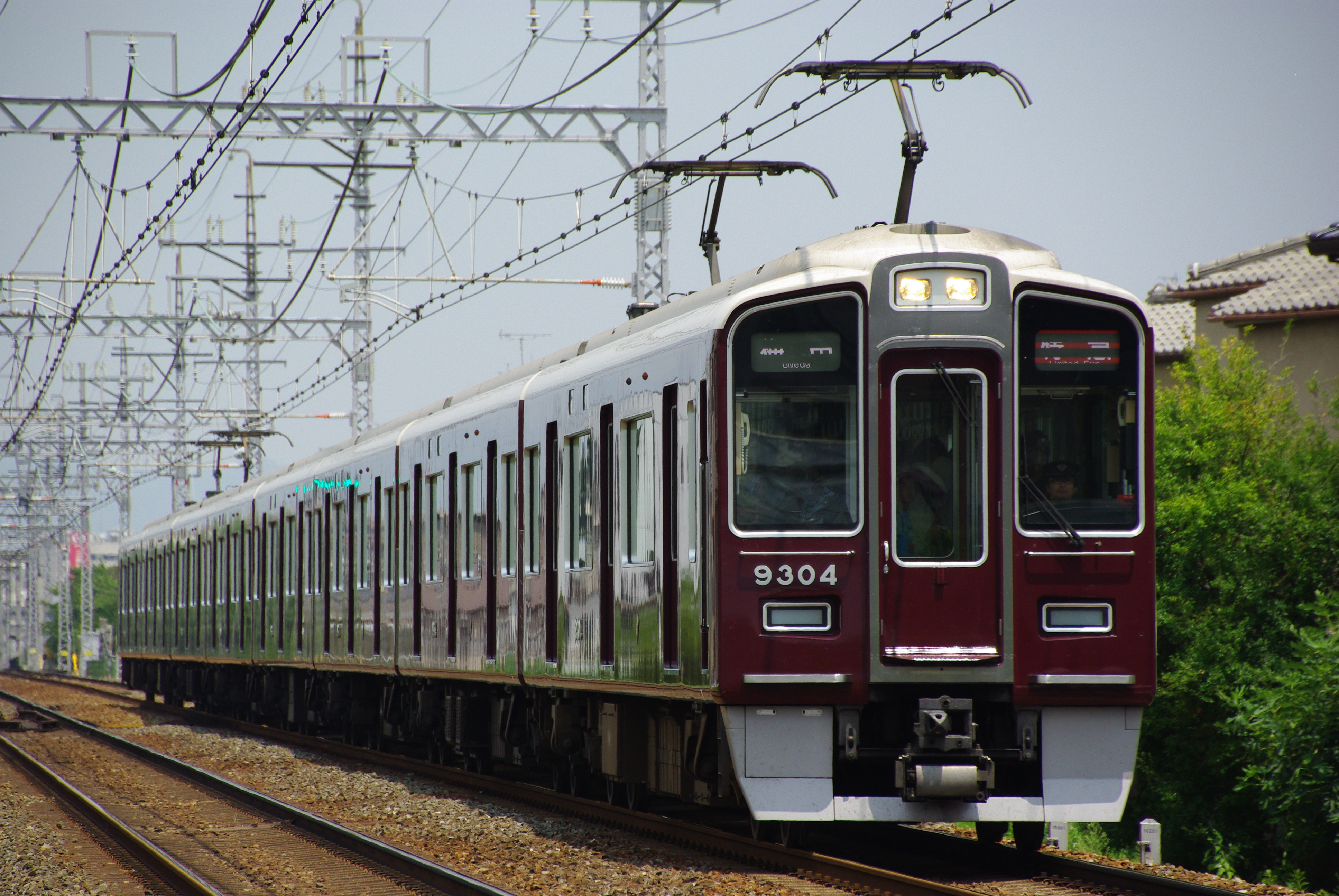
série 9300
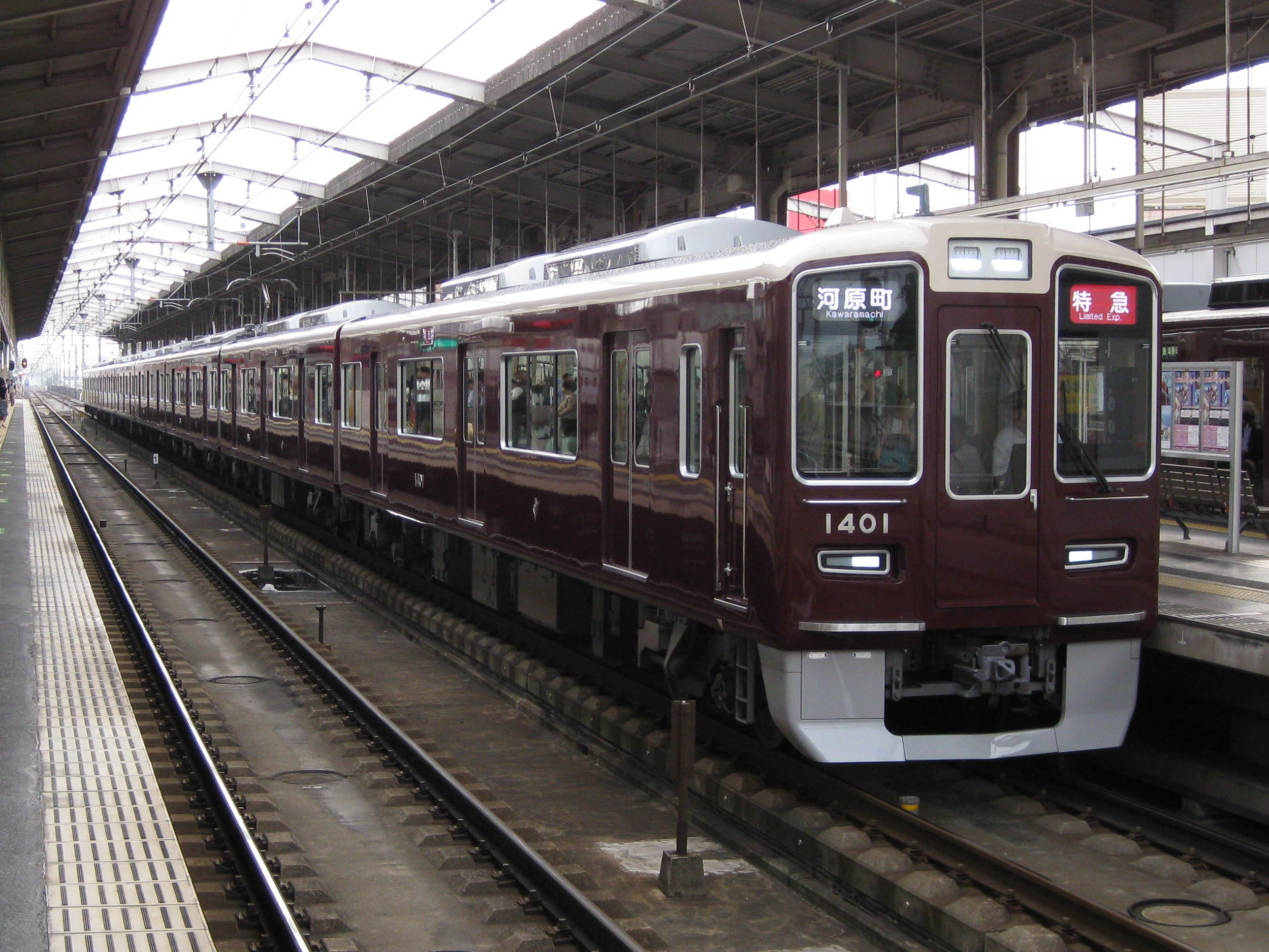
série 1300 (II)

## Culture
Un roman de 2008 l'écrivaine japonaise Hiro Arikawa, Hankyu Densha, se déroule entièrement à bord des trains et dans les gares et quartiers avoisinants de la ligne Imazu, qui parcourt la banlieue nord-ouest d'Osaka. Un film japonais a été fait en 2011 à partir de ce roman, et, en 2021, ce livre a été publié en français sous le titre de Au prochain arrêt (traduction Sophie Refle, éditions Actes Sud).